# Longwy-sur-le-Doubs
Longwy-sur-le-Doubs é uma comuna francesa na região administrativa de Borgonha-Franco-Condado, no departamento de Jura. Estende-se por uma área de 16,46 km². Em 2010 a comuna tinha 508 habitantes (densidade: 30,9 hab./km²).